# Tatia
Tatia és un gènere de peixos de la família dels auqueniptèrids i de l'ordre dels siluriformes.

## Taxonomia
- Tatia aulopygia (Kner, 1858)[2]
- Tatia boemia (Koch & Reis, 1996)[3]
- Tatia brunnea (Mees, 1974)[4]
- Tatia caxiuanensis (Sarmento-Soares & Martins-Pinheiro, 2008)[5]
- Tatia creutzbergi (Boeseman, 1953)[6]
- Tatia dunni (Fowler, 1945)[7]
- Tatia galaxias (Mees, 1974)[4][8]
- Tatia gyrina (Eigenmann & Allen, 1942)[9]
- Tatia intermedia (Steindachner, 1877)[10]
- Tatia meesi (Sarmento-Soares & Martins-Pinheiro, 2008)[5]
- Tatia musaica (Royero, 1992)[11]
- Tatia neivai (Ihering, 1930)[12]
- Tatia nigra (Sarmento-Soares & Martins-Pinheiro, 2008)[5]
- Tatia perugiae (Steindachner, 1882)[13]
- Tatia simplex (Mees, 1974)[4]
- Tatia strigata (Soares-Porto, 1995)[14][15][16][17][18][19][20]